# 小行星3768
小行星3768（英語：3768 Monroe）是一颗围绕太阳公转的小行星。1937年9月5日，C. Jackson在约翰内斯堡发现了此天体。
这颗小行星的绝对星等为221.5872377832279等。